# وسنلو
وسنلو (به ایتالیایی: Vasanello) یک کومونه در ایتالیا است که در استان ویتربو واقع شده‌است.

## خصوصیات
وسنلو ۲۸٫۶ کیلومترمربع مساحت و ۴٬۱۵۷ نفر جمعیت دارد و ۲۶۵ متر بالاتر از سطح دریا واقع شده‌است.